# Campionati del mondo di ciclismo su strada 2018 - Cronometro femminile Elite
La cronometro femminile Elite dei Campionati del mondo di ciclismo su strada 2018 è stata corsa il 25 settembre in Austria, con partenza da Wattens e arrivo a Innsbruck, su un percorso di 27,7 km. L'oro è andato all'olandese Annemiek van Vleuten che ha vinto la gara con il tempo di 34'25"36, alla media di 48,282 km, argento e bronzo alle connazionali Anna van der Breggen e Ellen van Dijk.
Presenti alla partenza 52 cicliste, delle quali 51 sono arrivate al traguardo.

## Classifica (Top 10)
| Pos. | Corridore            | Squadra     | Tempo     |
| ---- | -------------------- | ----------- | --------- |
| 1    | Annemiek van Vleuten | Paesi Bassi | 34'25"36  |
| 2    | Anna van der Breggen | Paesi Bassi | a 28"99   |
| 3    | Ellen van Dijk       | Paesi Bassi | a 1'25"19 |
| 4    | Leah Kirchmann       | Canada      | a 1'26"81 |
| 5    | Leah Thomas          | Stati Uniti | a 1'32"39 |
| 6    | Lucinda Brand        | Paesi Bassi | a 1'42"59 |
| 7    | Amber Neben          | Stati Uniti | a 1'47"51 |
| 8    | Karol-Ann Canuel     | Canada      | a 2'15"86 |
| 9    | Elisa Longo Borghini | Italia      | a 2'17"12 |
| 10   | Tayler Wiles         | Stati Uniti | a 2'31"16 |